# Lidingö golfklubb
Lidingö Golfklubb (LGK) ligger på Sticklinge på nordvästra Lidingö. Klubbens park- och skogsbana togs i bruk 1927 och var då Sveriges första 18-hålsbana. Klubbhusets adress är Trolldalsvägen 2.

## Historik

### Klubben

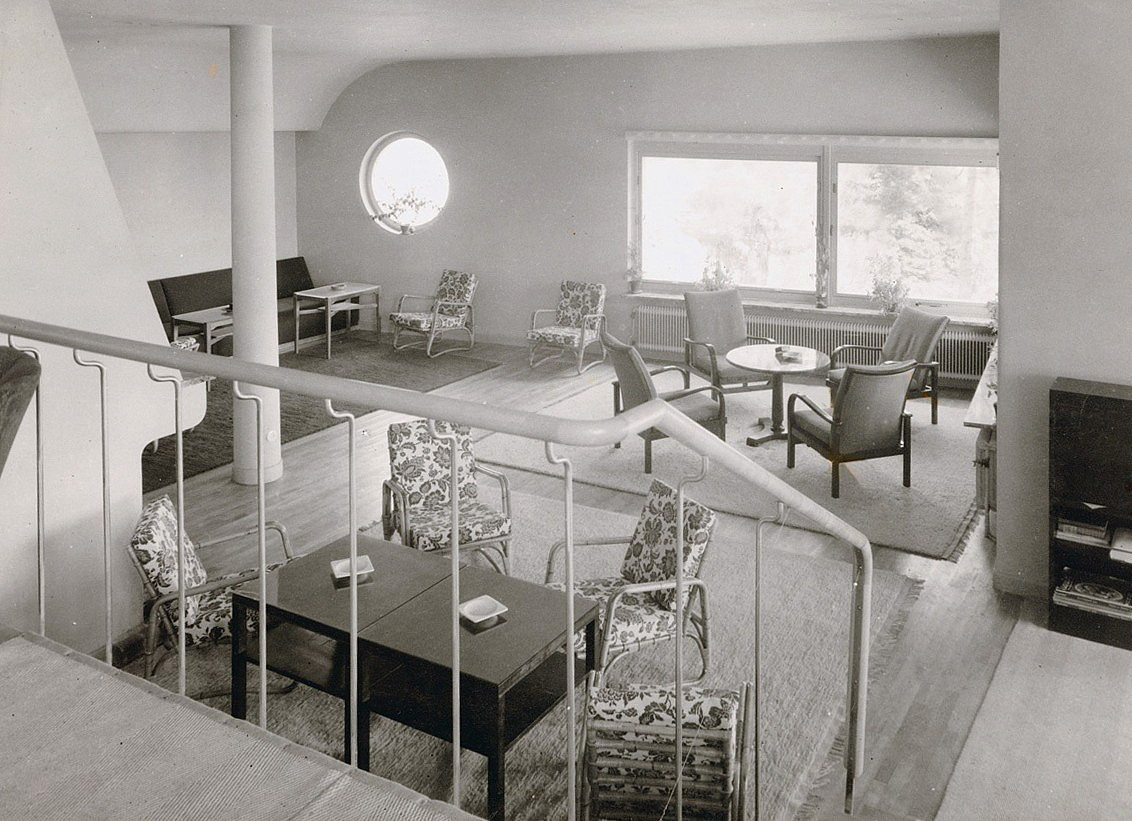
Klubbhusets interiör 1939.

Lidingö Golfklubb bildades första gången den 1 november 1924. Avsikten var att anlägga en golfbana vid Sticklinge gård. Golfbanan byggdes dock inte av Lidingö Golfklubb, utan av Stockholms GK som hade bildats 1904 och som nu sökte en plats för en ny bana och slogs samman med Lidingö Golfklubb. Sticklinge gård ägdes tidigare av patronen Harald Zetterberg och dess ägor såldes efter dennes död 1917 till AB Lidingöstaden.
På en del av egendomen lät Stockholms GK anlägga en 9-hålsbana som invigdes i augusti 1926 och ett år senare stod även Sveriges första 18-hålsbana färdig. Anläggningens konstruktör var den engelske banarkitekten H.G. Mac Donald och byggdes i en klassisk old english course-utformning, huvudsakligen på Sticklinges gamla åkermark öster och väster om nuvarande Skyttingevägen. 
Till en början hyrde Stockholms GK marken från AB Lidingöstaden, men redan 1929 erbjöd markägaren Stockholms GK att förvärva området. Klubbens styrelse avstod dock och skaffade sig annan mark tillhörande Kevinge gård i Danderyds socken medan Lidingöbanan lämnades i sticket.
Snart föddes idén att bilda en ny Lidingö Golfklubb som kunde överta banan. Initiativet kom från Lidingöbon, gymnastikdirektören Nils Harald Palm och 1933 var den nya Lidingö GK instiftad. Första ordförande var Torsten Hèrnod, dåvarande VD för Svenska Cellulosa AB SCA. Samma år invaldes Lidingö Golfklubb i Svenska Golfförbundet som klubb nr 13 i Sverige. Hèrnod kom att leda klubben fram till 1951.

### Bebyggelsen
Sticklinges gamla corps de logi blev klubbens första klubbhus. 1937 ökade behovet av ett nytt klubbhus och samma år anlitades arkitekt Gustaf Birch-Lindgren att gestalta den nya byggnaden. Den uppfördes cirka 380 meter norr om den gamla gårdsbyggnaden och formgavs av Birch-Lindgren i stram funktionalism. 
Det nya klubbhuset togs i bruk i september 1938 och invigdes med en tävling Invigningspokalen den 11 juni 1939. Sedan dess har klubbhuset utökats och ombyggts, bland annat ändrades lägenheten till styrelserum. Sticklinges gamla huvudbyggnad förföll och brändes slutligen ner 1980 efter att bland annat ha varit uthyrt till ett konstnärskollektiv. På platsen uppfördes några villor. Till golfklubben hör också två av Sticklinge gårds ursprungliga ladugårdsbyggnader som brann upp på 1980- respektive på 1990-talet, men som båda har återuppbyggts och används nu av golfklubben som förråd. Under åren 2006–2009 har banan genomgått en omfattande ombyggnad.

## Bilder

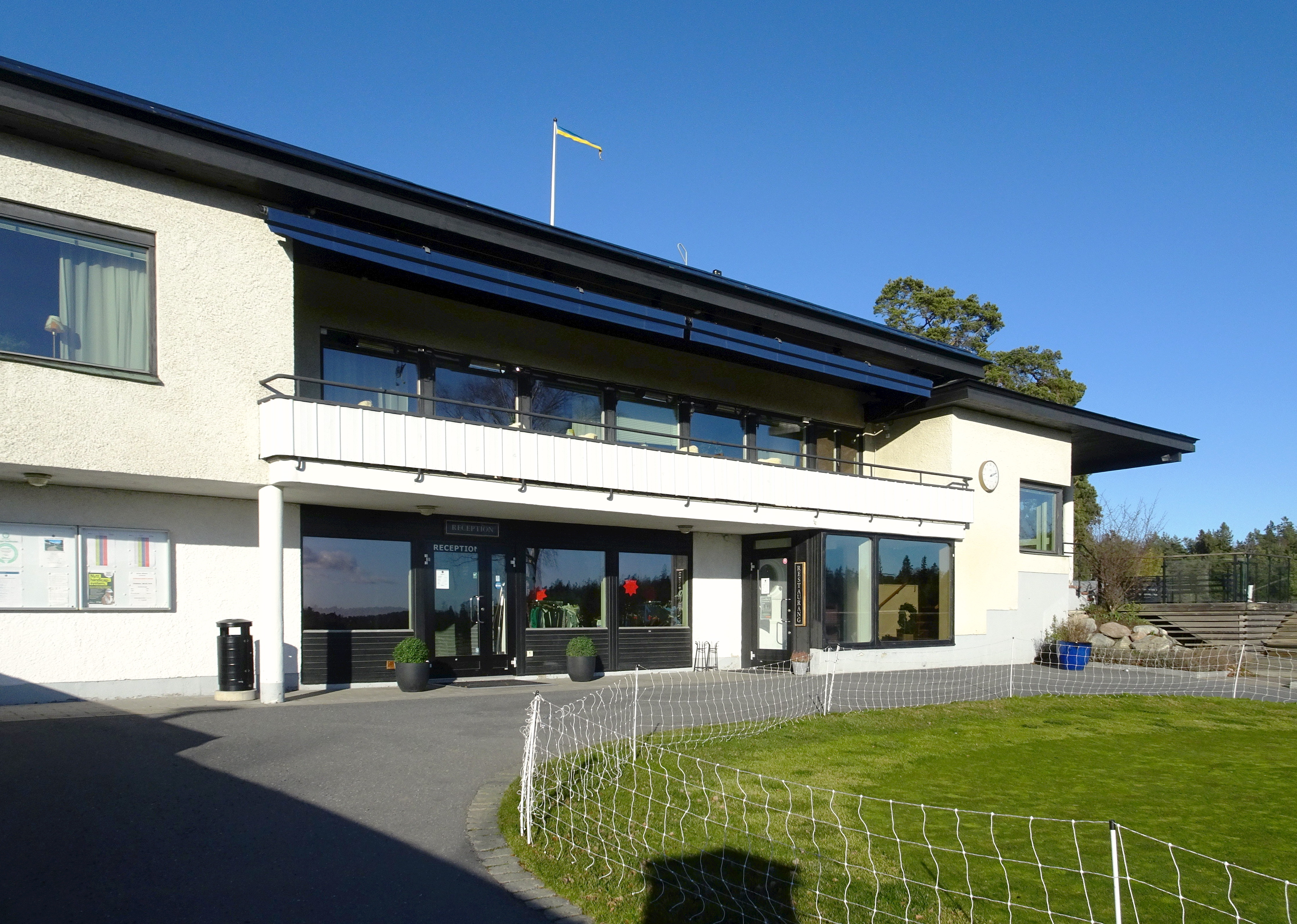
Klubbhuset.
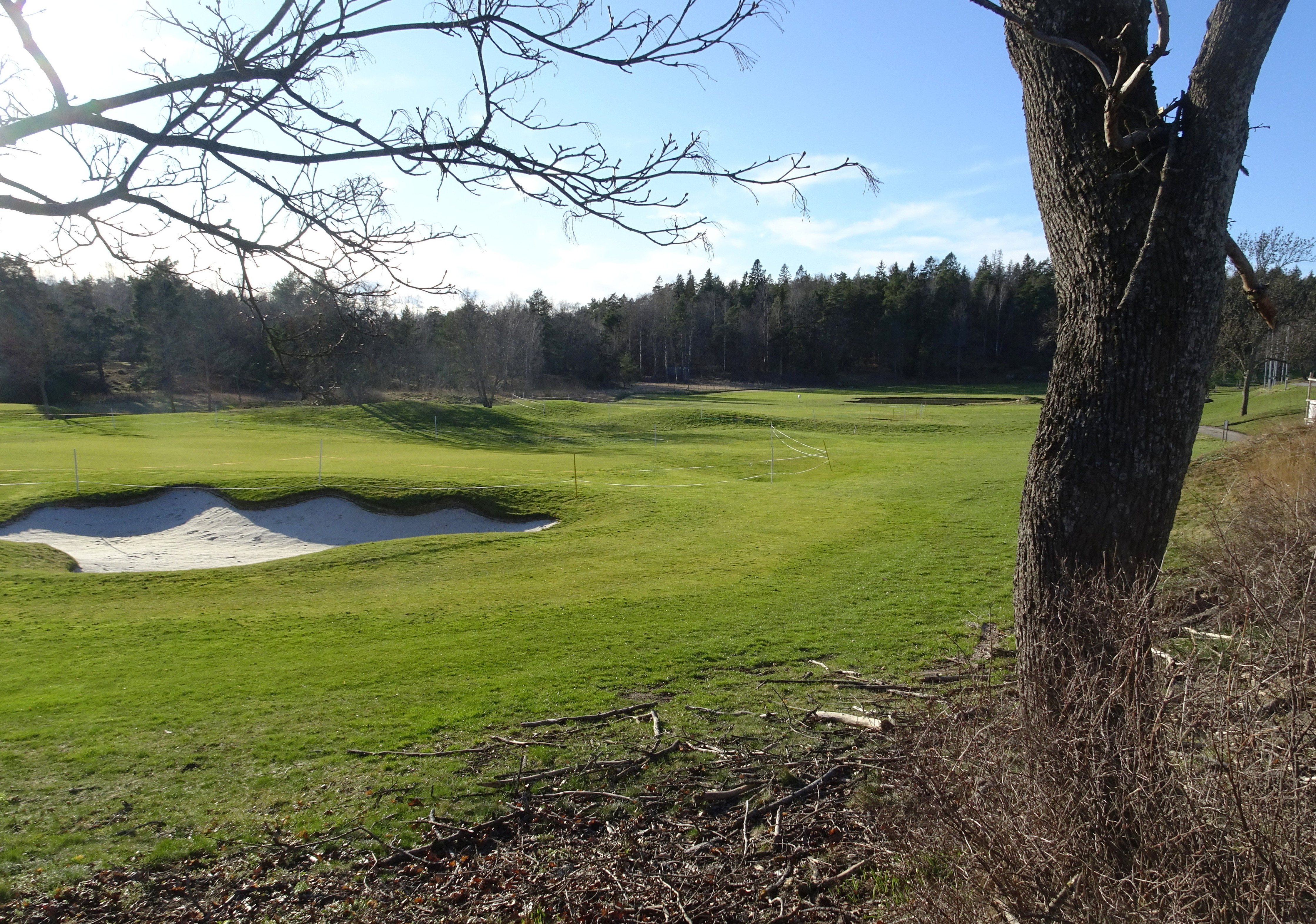
Banan.
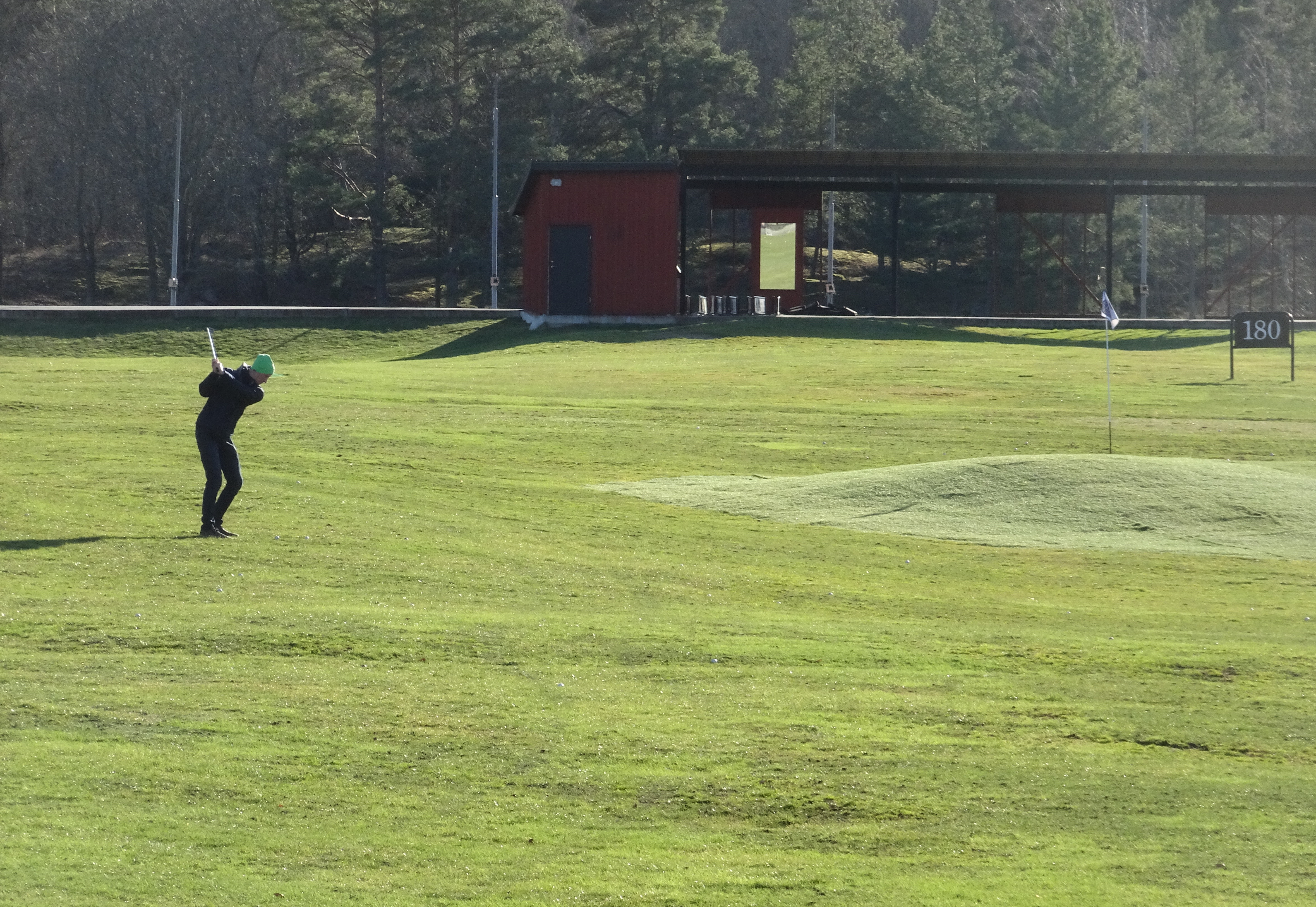
Banan.
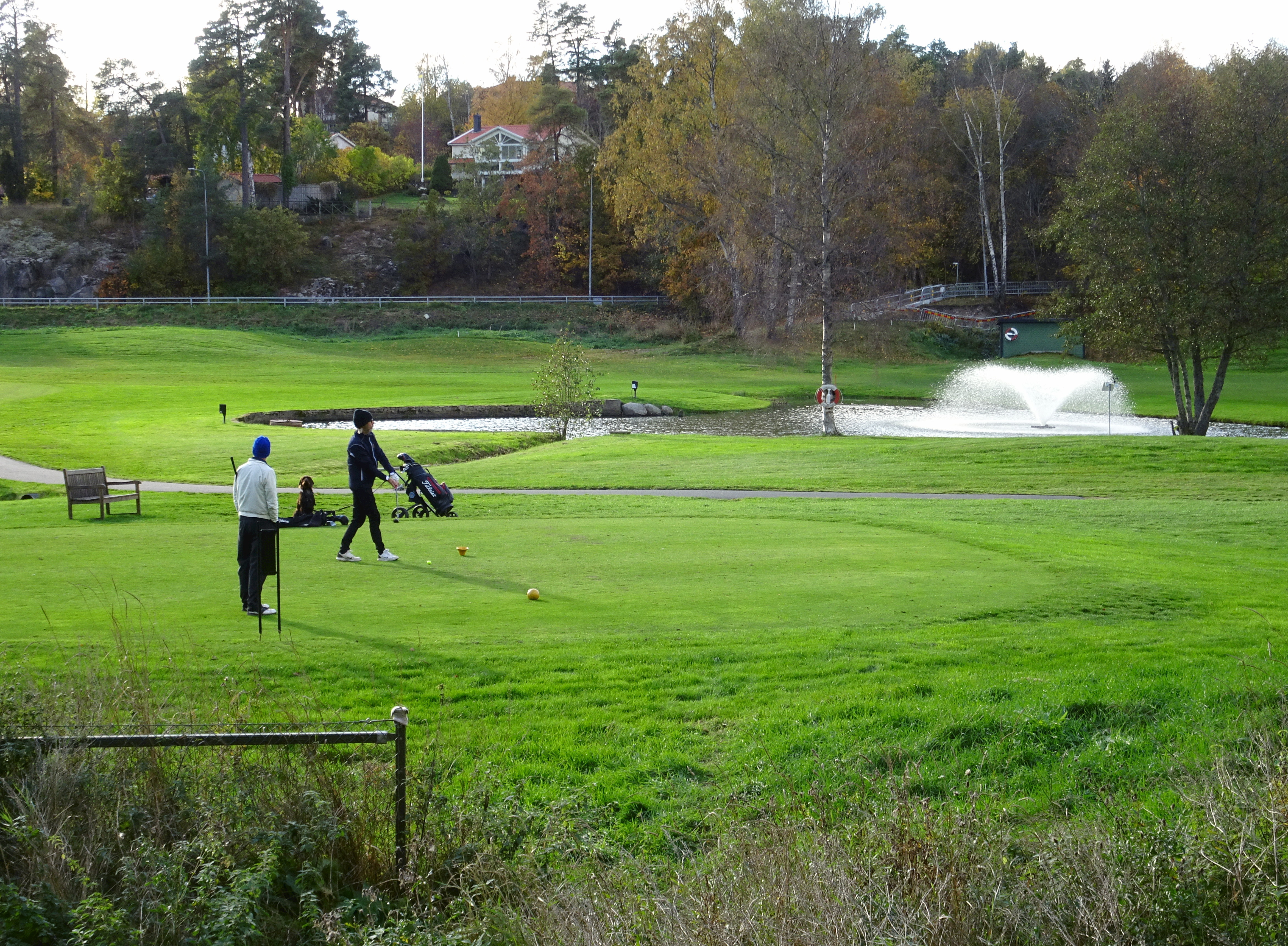
Banan.
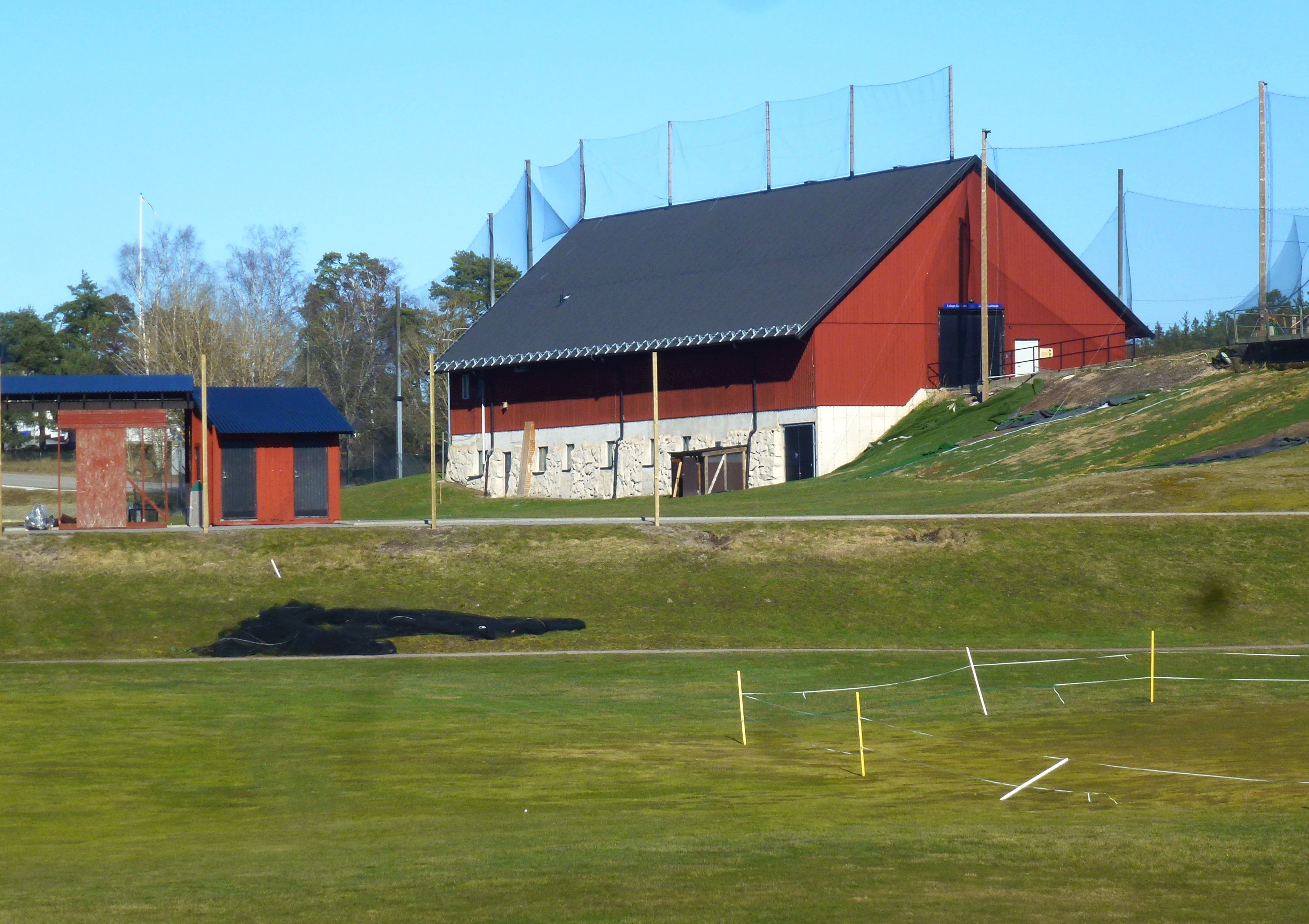
En av klubbens båda lador.